# Semiotellus tumidulus
Semiotellus tumidulus – gatunek błonkówki z rodziny Systasidae i podrodziny Systasinae.
Gatunek ten został opisany w 1999 roku przez Hui Xiao i Huanga Daweia.
Samica ma ciało długości od 2,8 do 3 mm. Głowa jej jest ciemnozielona, z płytko siateczkowanym nadustkiem, o stosunku odległości między przyoczkami tylnymi do odległości między przyoczkiem tylnym a okiem złożonym wynoszącym 12 do 7. Czułki wyraźnie buławkowate, czarne, o członach funikularnych szerszych niż długich, z wyjątkiem pierwszego z nich, który jest nieco podłużny. Tylko drugi szew buławkowy jest skośny. Długość biczyka i nóżki razem wziętych mniejsza niż długość głowy. Tułów ciemnozielony. Odnóża ciemnozielone do ciemnobrązowych, z wyjątkiem częściowo żółtawych stóp. Na zewnątrz od żyłki bazalnej skrzydła przednie są brązowawe. Żyłka marginalna 2,5 raza dłuższa od sygmalnej. Niebieskawozieloną barwę ma około 2,5 raza dłuższy niż szeroki gaster.
Błonkówka znana tylko z Pekinu w Chinach.